# Teardrop (Massive Attack)
Teardrop is een nummer van de Britse triphopgroep Massive Attack uit 1998. Het is de tweede single van hun derde studioalbum Mezzanine. Het nummer werd ingezongen door Elizabeth Fraser. Het scheelde overigens weinig of het nummer was naar Madonna gegaan. Andrew Vowles wilde de ruwe schets van het nummer aan de Amerikaanse zangeres verkopen. De andere twee blokkeerden dit echter.
Het nummer haalde de 10e positie in het Verenigd Koninkrijk. In Nederland bleef het steken op een 9e plek in de Tipparade, maar het werd wel een radiohit. In de Vlaamse Ultratop 50 haalde het de 17e positie. 
"Teardrop" werd in de Verenigde Staten gebruikt als de openingstune van de Amerikaanse ziekenhuisserie House M.D.. Ook Sam Mendes had zijn zinnen op het nummer gezet om te gebruiken voor de film American Beauty. Na het lezen van het script zagen ze weinig in de film dus weigerden ze hun medewerking. Later gaven ze toe daar veel spijt van te hebben nadat de film een grote hit werd.

## NPO Radio 2 Top 2000
| Nummer met noteringen in de NPO Radio 2 Top 2000 | '14 | '15 | '16 | '17 | '18 | '19 | '20 | '21 | '22 | '23 | '24 |
| ------------------------------------------------ | --- | --- | --- | --- | --- | --- | --- | --- | --- | --- | --- |
| Teardrop                                         | 716 | 607 | 608 | 534 | 520 | 641 | 655 | 702 | 635 | 672 | 595 |

1. ↑  Een vetgedrukt getal geeft de hoogste notering aan.
2. ↑  2014 was het eerste jaar met een notering voor dit nummer.